# معركة رامنيك
معركة رامنيك أو معركة ريمنيك  (بالإنجليزية: Battle of Rymnik) هي معركة وقعت يوم 22 سبتمبر 1789 بالقرب من رامنيكو سراة ( الآن في رومانيا) وذلك كجزء من معارك الحرب العثمانية الروسية خلال الفترة الممتدة من 1787 - 1792 وكانت بين قوات من الدولة العثمانية من جانب وقوات مشتركة من الإمبراطورية الروسية والنمسا من جانب آخر وانتهت المعركة بانتصار التحالف الروسي النمساوي.

## معرض صور

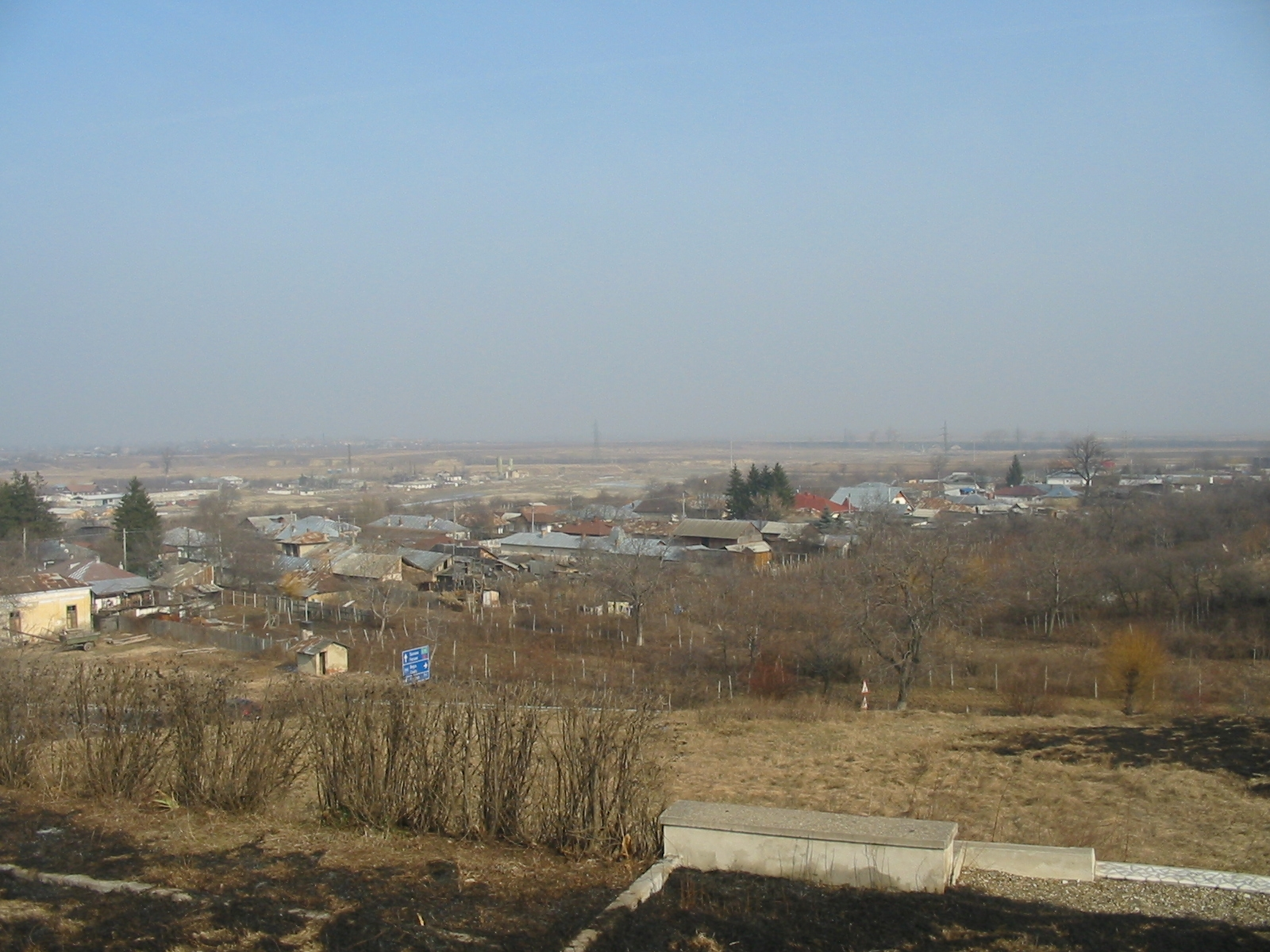
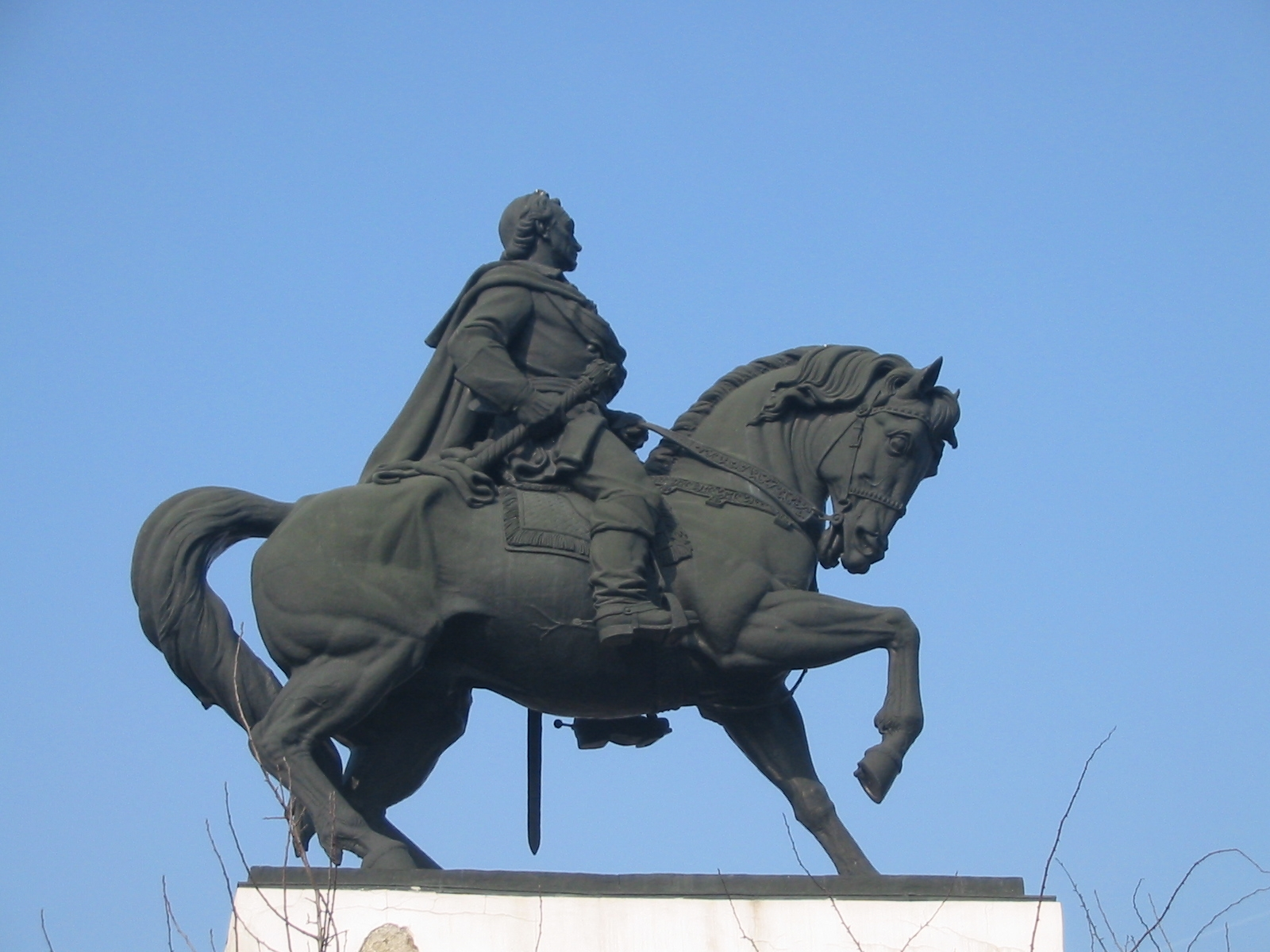
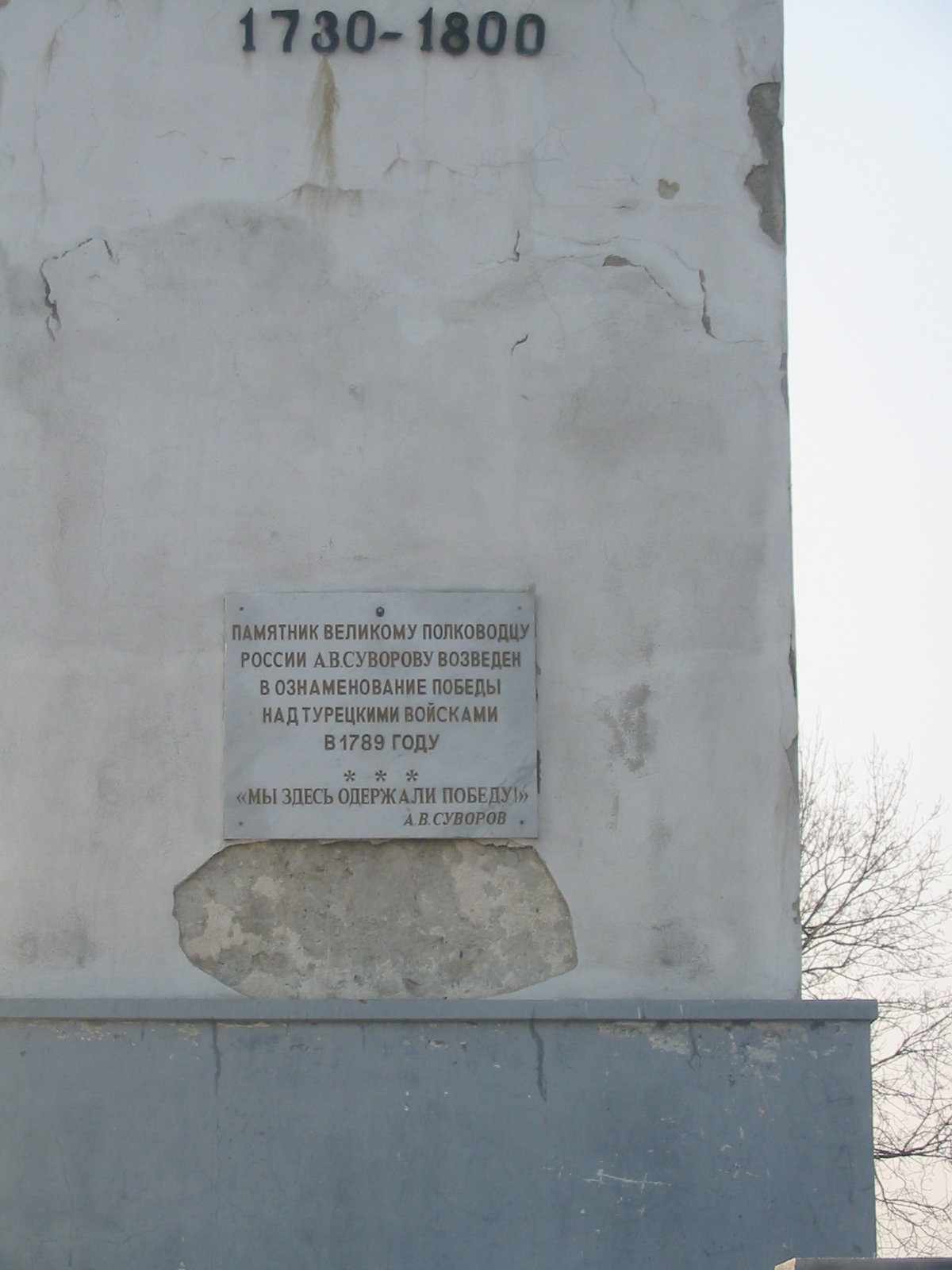